# أبواب بغداد

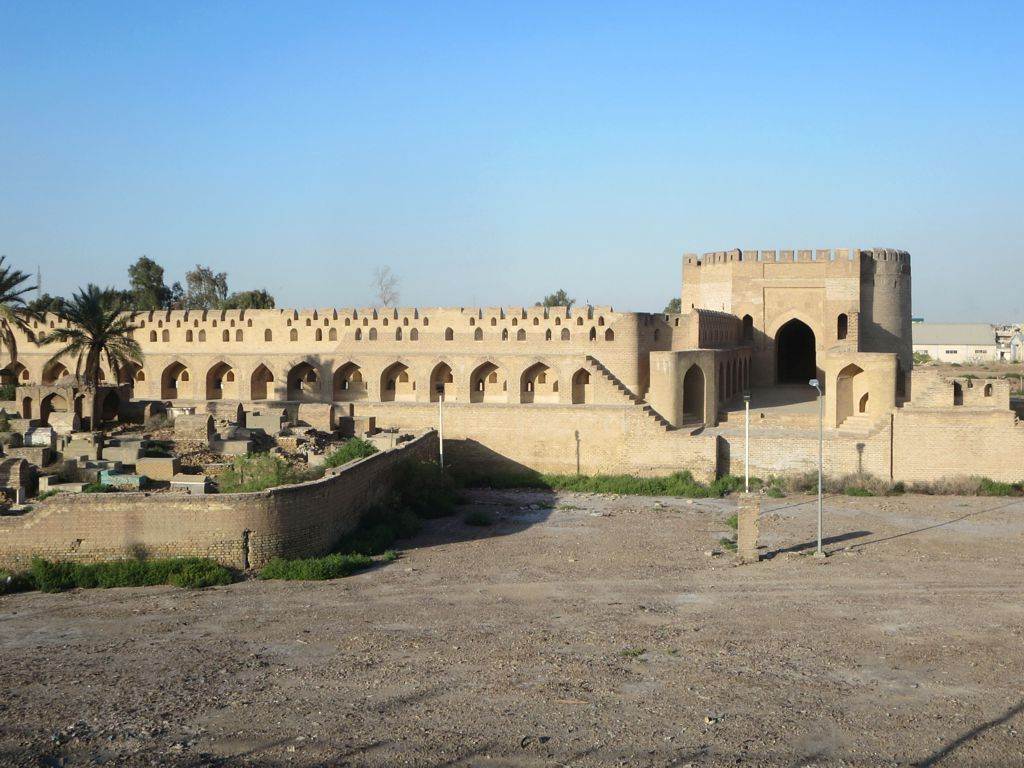
الباب الوسطاني أو باب خراسان

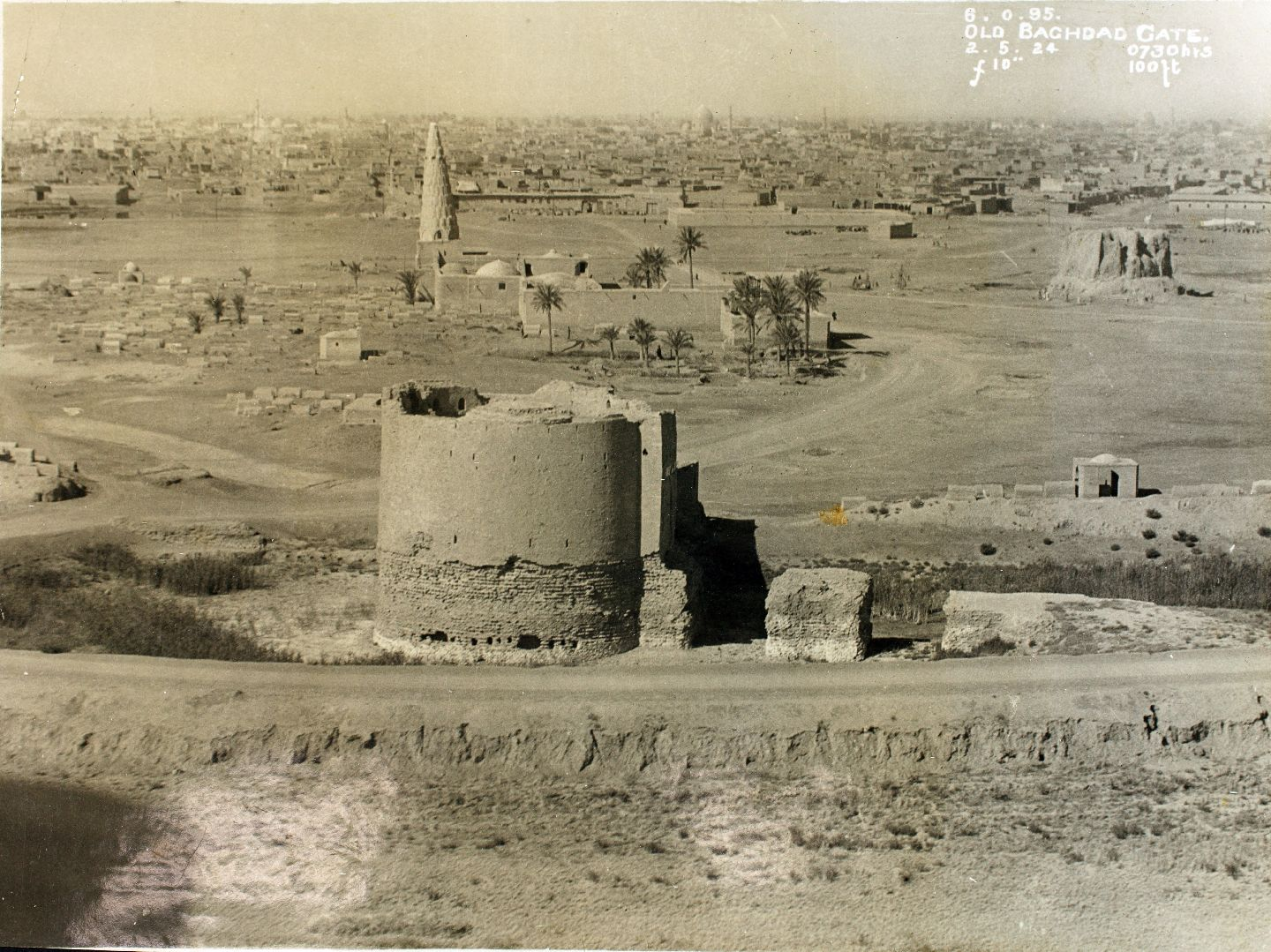
الباب الوسطاني القديم لمدينة بغداد قرب جامع الشيخ عمر السهروردي في المقبرة الوردية عام 1912

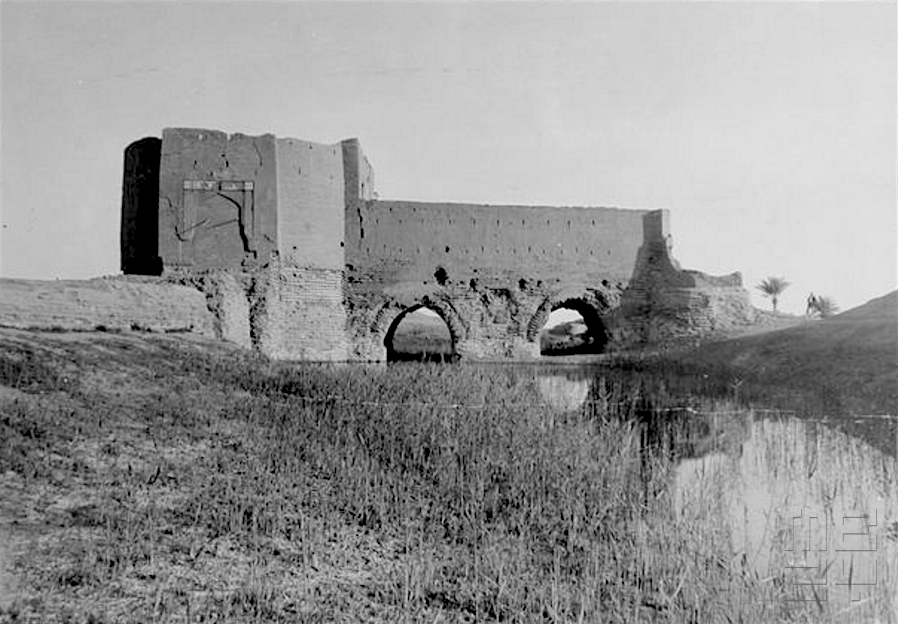
الباب الوسطاني، وجزء من سور بغداد القديم، مصور في العشرينات

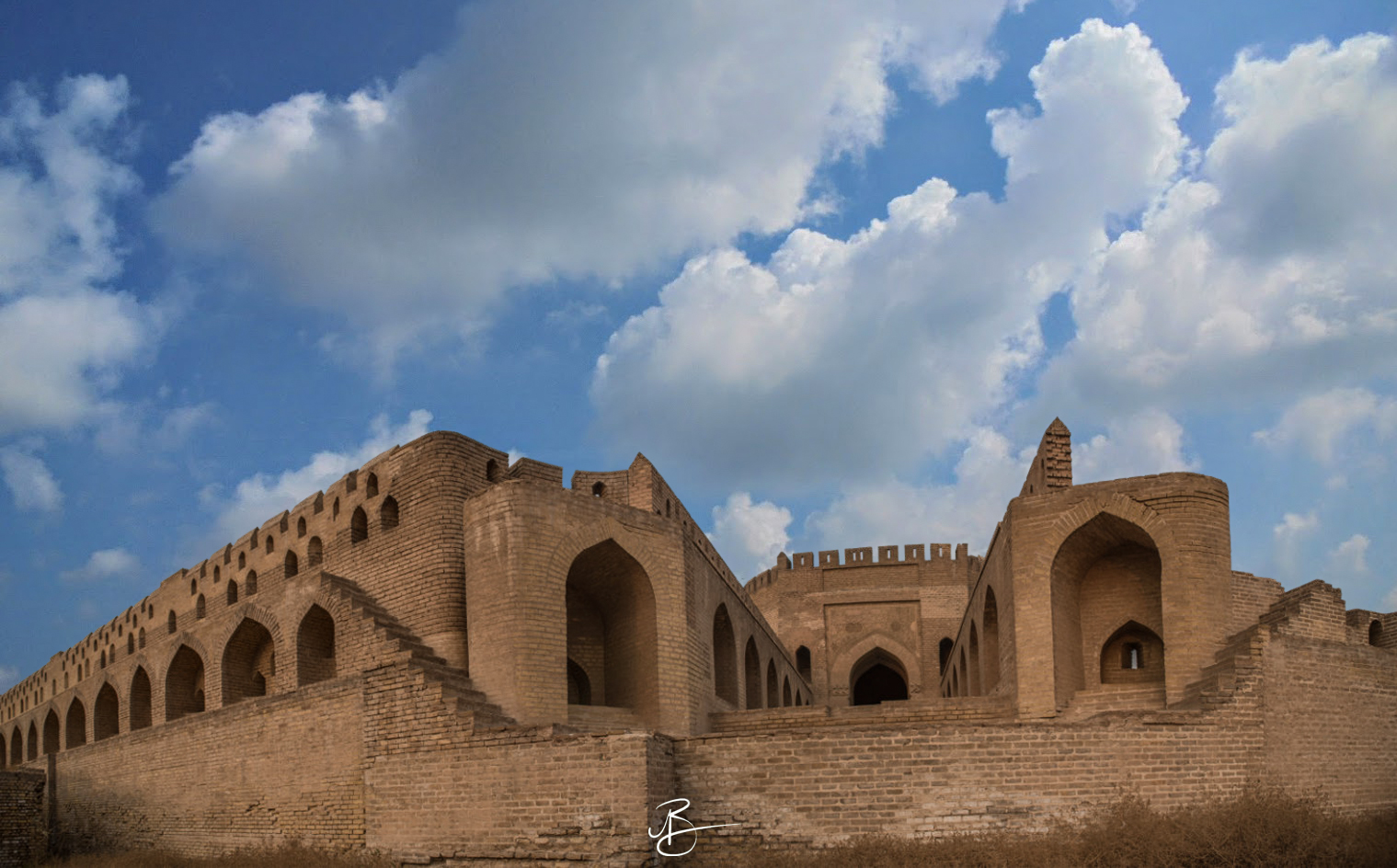
بوابة بغداد المركزية في العصر العباسي

كان لبغداد عدة أبواب وذلك لإحاطتها بالعديد من الأسوار بسبب أطماع الغزاة على مر العصور، ومن هذه الأبواب ما يعود تاريخ إنشائه إلى عصر الدولة العباسية ومنها يعود إلى عصر الدولة العثمانية.

## أبواب بغداد المدورة

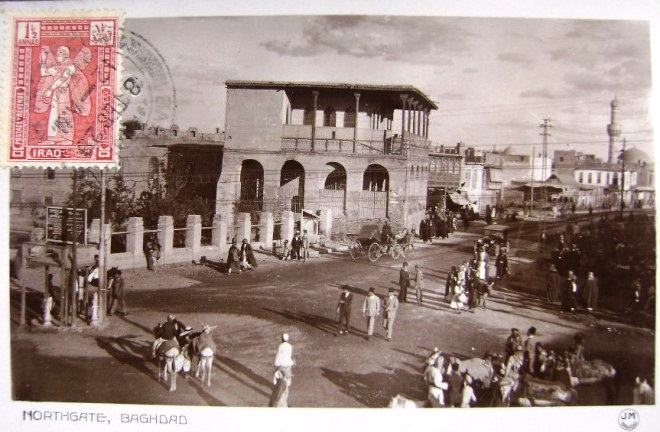
ما تبقى من باب المعظم في بغداد بعد هدم الجانب الأيمن منه عام 1923

بنى بغداد أبو جعفر المنصور وأحاطها بسياج وجدار عال له أربعة أبواب، وهي:
- باب الشام
- باب البصرة
- باب خراسان
- باب الكوفة

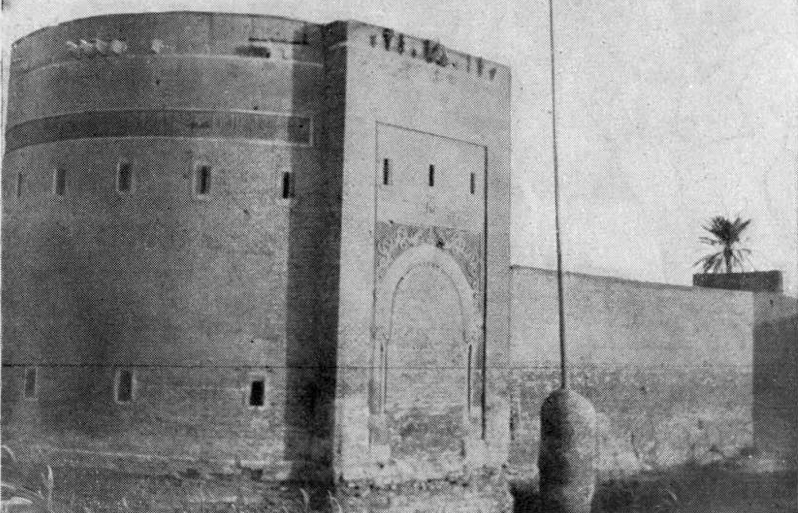
مشهد بوابة بغداد (باب الطلسم) قبل هدمه في عام 1918

إلا أن هذه الأبواب بما فيها المدينة اندثرت وموقعها الآن في الكرخ في حي المنصور في الجانب الغربي من بغداد الحالية.

## أبواب مشهورة
- باب المعظم (باب الإمام الأعظم): حيث توجد في بداية الطريق المؤدي إلى جامع الإمام الأعظم في الأعظمية ولا يوجد اليوم أثر لها حيث هدمت بقية الباب بعد دخول الجيش البريطاني إلى بغداد، وإنما بقي الاسم ليشمل المحلة المحيطة حوله وهي الآن تقع في مركز بغداد، وفي عام 1962 زال كثير من معالم هذه المحلة بسبب التطور العمراني وبناء الجامعات والدوائر الحكومية فيها.
- الباب الشرقي: ويقع في الجهة الشرقية من بغداد القديمة حتى منتهى شارع الرشيد، والأصل في ذلك أنها من أبواب سور بغداد في عهد الدولة العثمانية، وكانت على شكل برج ، وقد اتخذت كنيسة بعد الاحتلال البريطاني لبغداد عام 1917 ثم هدمت عام 1937.
- باب الآغا: وهي في محلة باب الآغا في بغداد، وفي أمثال البغداديين: (مثل خبز باب الآغا، أبيض وحار ومكسب ورخيص)
- باب الشيخ (باب حلبة أو باب الأزج): وهي مختصرة من (باب الشيخ عبد القدر الكيلاني) وهي محلة كبيرة في بغداد، يقوم فيها جامع الشيخ عبد القادر الجيلاني ومرقده، وتتصل بهذه المحلة أحياء منها: الصدرية، رأس الساقية، فضوة عرب، الدوكجية، حي الأكراد، والتسابيل.

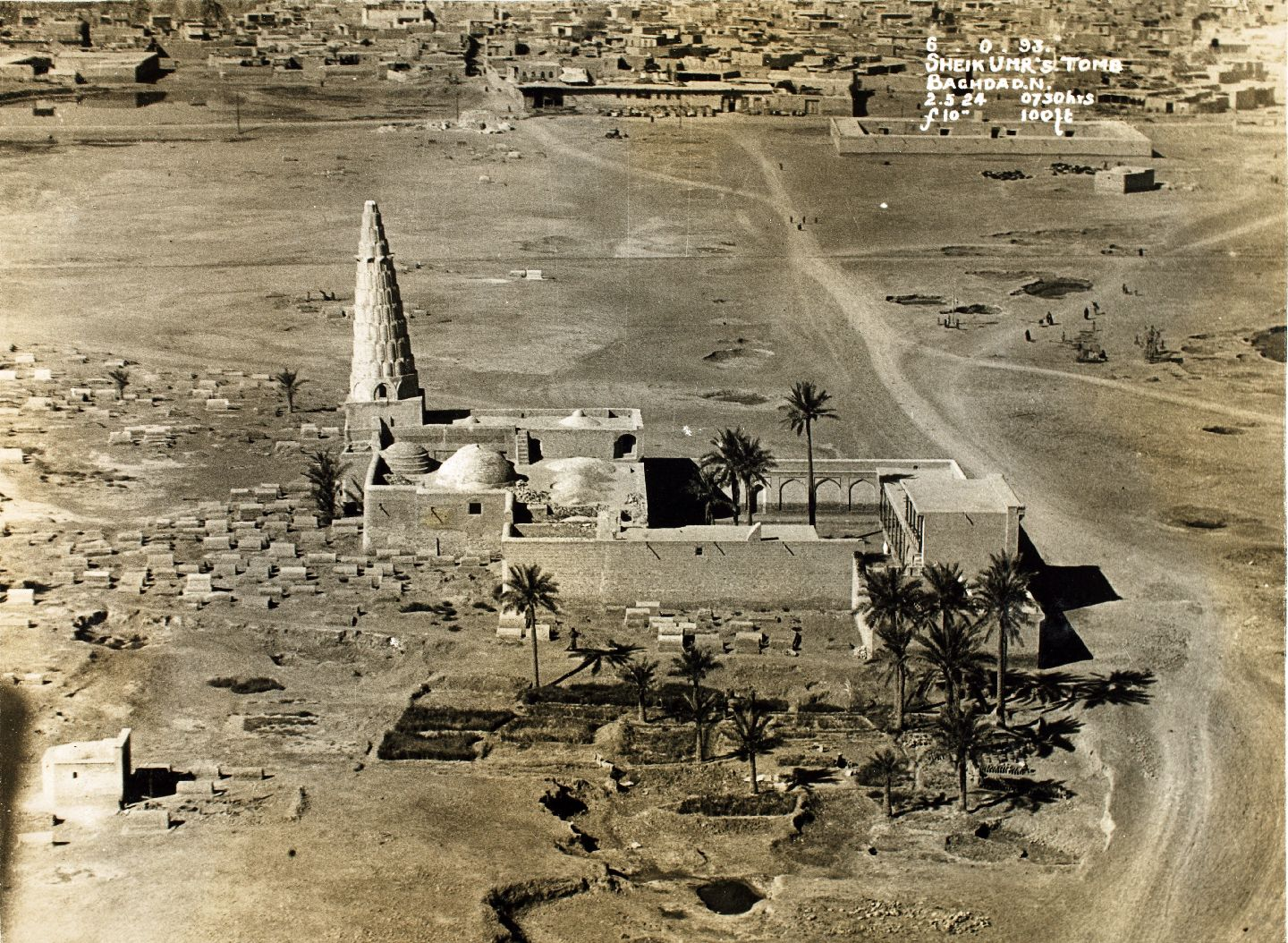
مرقد وجامع الشيخ عمر السهروردي في المقبرة الوردية قرب الباب الوسطاني 1912

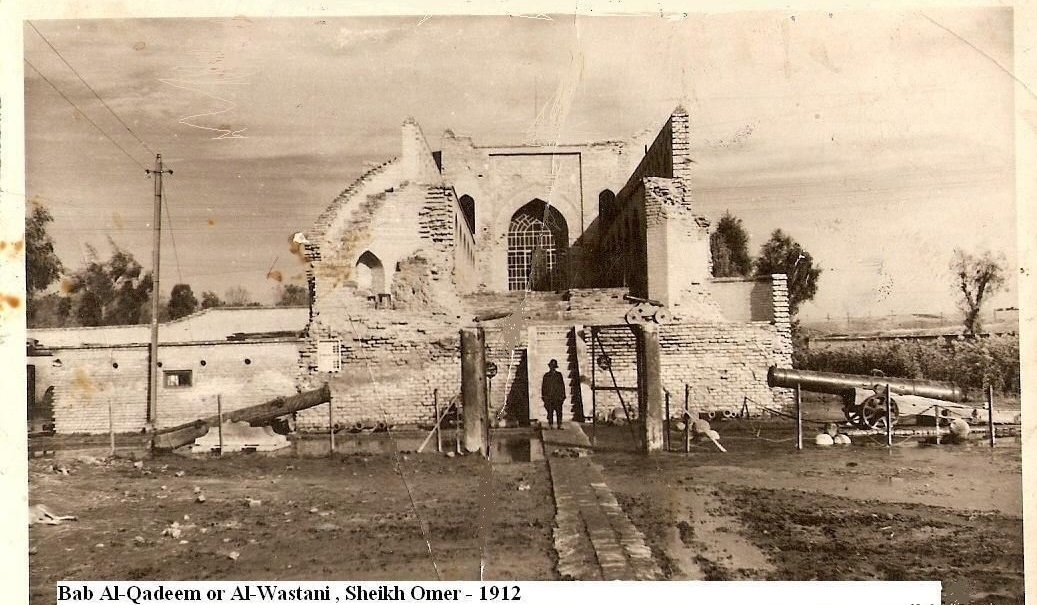
الباب الوسطاني عام 1918

- الباب الوسطاني (باب خراسان وباب الظفرية): وهي الباب القديمة ويقع قربها جامع الشيخ عمر السهروردي. وبالقرب منها كان مبنى باب الطلسم أو باب أبرز ولقد هدمه ونسفه الجيش العثماني عند انسحابه من بغداد، وتوجد آثاره باقية إلى الآن ومطلة من على الخط السريع (محمد القاسم). ويقع الباب الوسطاني في هذه المحلة والتي كانت تسمى قديما محلة الظفرية وقربها تقع مقبرة عباسية تعرف باسم المقبرة الوردية وسميت فيما بعد باسم مقبرة الشيخ عمر نسبة إلى الشيخ شهاب الدين عمر السهروردي الذي دفن فيها ومرقده ظاهر وعليه قبة مخروطية الشكل في وسطها، [2] قال ياقوت الحموي:[3] (الوردية مقبرة في بغداد بعد باب أبرز (بيبرز) من الجانب الشرقي من باب الظفرية). وأبرز أو بيبرز هي محلة في بغداد تقع قرب الباب الوسطاني من جهة محلة الظفرية أو المقتدرية، بها قبور جماعة من الأئمة منهم أبو إسحاق إبراهيم بن علي الفيروز آبادي الفقيه ومنهم من يسميها باب أبرز. أما الظفرية فهي محلة شرقي بغداد كبيرة ومنسوبة إلى ظفر أحد خدم دار الخلافة العباسية وقد نسب إلى الظفرية جماعة. أما باب الطلسم فقد كشف مؤخراً عن آثار باب الطلسم من قبل دائرة أمانة بغداد، حيث كانت المنطقة المحيطة بالمقبرة والجامع تحتوي على الأنقاض والمخلفات التي تم إزالتها استعدادا لترميم الباب الأثري لتكون مرقدا سياحيا، وباب الطلسم كان قائماً طيلة فترة الدولة العباسية والعثمانية حتى نسفهُ الجيش العثماني قبل انسحابهم من بغداد في 11 آذار /مارس 1917 وذلك خوفاً من استيلاء الجيش البريطاني على مستودعات الذخيرة والأسلحة الموجودة فيه والتي تعود إلى الجيش العثماني المنسحب.[4] قال مؤلفا كتاب دليل خارطة بغداد المفصل في خطط بغداد «والصحيح أنه كان يُسمى الباب الوسطي قبل سنة 1057هـ، كما جاء في التاريخ المسمى (عيون الأخبار)، نسخة باريس، الورقة 210».[5]
- باب الحلة في صَوب الكرخ غرب بغداد.